# 6204 MacKenzie
A 6204 MacKenzie (ideiglenes jelöléssel 1981 JB3) a Naprendszer kisbolygóövében található aszteroida. Carolyn Shoemaker fedezte fel 1981. május 6-án.